# Saison 6 de Castle
Chronologie
Saison 5 Saison 7
Cet article présente les vingt-trois épisodes de la sixième saison de la série télévisée américaine Castle.

## Synopsis
La cinquième saison s'achevait sur la demande en mariage de Richard Castle à Kate Beckett sur la balançoire (ép. 5-24). Cette sixième saison embraye sur la continuation du même dialogue — sans aucune solution de continuité —, avec la réponse de Beckett, non dénuée de surprise pour son prétendant.
Au cours de la saison, les deux protagonistes devront une nouvelle fois affronter de nombreuses péripéties et des criminels redoutables : une toxine mortelle empoisonne Castle (épisodes 1 & 2) ; la nouvelle orientation professionnelle de Beckett connaît un dénouement plus rapide que prévu (épisode 3) ; une fan de Richard le prend en otage (ép. 4) ; un homme prétend venir du futur pour sauver l'humanité, et fait à Richard et Kate des révélations sur leur avenir professionnel et amoureux (ép. 5) ; un trésor médiéval suscite la convoitise de moines inquiétants (ép. 6) ; le terrifiant « Triple Tueur » est de retour (ép. 9) ; un bébé est abandonné dans une église (ép. 10) ; un pyromane piège Ryan et Esposito (ép. 11) ; une victime a ses chaussures curieusement lacées, et le mystérieux père de Richard réapparaît (ép. 12) ; une jeune femme a été brutalement projetée en l'air par télékinésie (ép. 15) ; des ninjas se montrent à la hauteur de leur réputation (ép. 18), etc.
De plus, l'affaire Bracken prend un tour de plus en plus dramatique (ép. 17 & 22).
Parallèlement à toutes ces aventures, tout au long de la saison, le couple « Caskett » prépare activement son mariage, ce qui ne va pas sans tiraillements et difficultés pour eux-mêmes et pour leur entourage. Et Alexis, de son côté, doit gérer son propre couple et les réactions de mauvaise humeur de son père…

## Distribution

### Acteurs principaux
- Nathan Fillion (VF : Guillaume Orsat) : Richard « Rick » Castle
- Stana Katic (VF : Anne Massoteau) : le lieutenant Katherine « Kate » Beckett
- Jon Huertas (VF : Serge Faliu) : le lieutenant Javier Esposito
- Seamus Dever (VF : Pierre Tessier) : le lieutenant Kevin Ryan
- Tamala Jones (VF : Nadine Bellion) : Dr Lanie Parish, médecin légiste et meilleure amie de Kate Beckett
- Molly Quinn (VF : Adeline Chetail) : Alexis Castle, la fille de Castle
- Susan Sullivan (VF : Évelyn Séléna) : Martha Rodgers, la mère de Castle
- Penny Johnson Jerald (VF : Pascale Vital) : la capitaine Victoria "Iron" Gates

### Acteurs récurrents
- Maya Stojan (VF : Margaux Laplace) : Tory Ellis, officier chargée des recherches complexes
- Lisa Edelstein (VF : Frédérique Tirmont) : Rachel McCord, la nouvelle coéquipière de Kate, à Washington.
- Myko Olivier (VF : Emmanuel Garijo) : Pi, le petit-ami d'Alexis

### Invités
- Yancey Arias (VF : Constantin Pappas) : le chef Carl Villante (épisodes 1 et 2)
- Peter James Smith (VF : Jean-François Cros) : agent Richmond (épisodes 1 et 2)
- Jocko Sims (VF : Namakan Koné) : Matt Hendricks (épisodes 1 et 2)
- Andrea C. Robinson (VF : Pauline de Meurville) : Jeanette Miller (épisode 1)
- Warren Christie (VF : Mathias Kozlowski) : Brad Parker (épisode 2)
- Glenn Morshower (VF : Patrick Bethune) : le ministre secrétaire de la Défense Michael Reed (épisode 2)
- Omid Abtahi (VF : Stanislas Forlani) : Rasheed Waqas (épisode 2)
- Michael Bofshever (VF : Richard Leblond) : Dr Goldberg (épisode 2)
- Ellen Bry (VF : Emmanuèle Bondeville) : Mary Elizabeth Reed (épisode 2)
- Cedric Scott (VF : Patrick Laplace) : l'amiral Johnson (épisode 2)
- Joshua Bitton (VF : Christophe Lemoine) : Grant « Sully » Sullivan (épisodes 3 et 4)
- Antonio Sabato Jr. (VF : Sylvain Agaësse) : Ramon Russo (épisode 3)
- James Patrick Stuart (VF : Cyrille Monge) : agent Ethan Wright (épisode 3)
- Emily Baldoni (VF : Jessica Monceau) : Svetlana Renkov (épisode 3)
- Alan Blumenfeld (VF : Jean-Claude Sachot) : Hank Harper (épisode 3)
- Ruth Williamson (VF : Marie-Martine) : Geraldine Powers (épisode 3)
- Nick Gracer (VF : Luc Florian) : Vlad Bardinov (épisode 3)
- Alicia Lagano (VF : Armelle Gallaud) : Emma Briggs (épisode 4)
- Peter Mackenzie (VF : Mathieu Buscatto) : le sergent Roman, négociateur (épisode 4)
- Billy Miller (VF : Tanguy Goasdoué) : Mickey Gerhardt (épisode 4)
- Patrick Heusinger (VF : Thomas Roditi) : l'avocat Raymond Vance (épisode 4)
- Tom Amandes (VF : Pascal Germain) : Aaron Stokes (épisode 4)
- Charlie Bodin (VF : Jérôme Pauwels) : Julian Carter (épisode 4)
- Tim Snay (VF : Thierry Murzeau) : Dr Abe Kogan (épisode 4)
- Joshua Gomez (VF : William Coryn) : Simon Doyle, un homme qui prétend avoir voyagé dans le temps (épisode 5)
- Vanessa Bell Calloway (VF : Véronique Borgias) : Beryl Wickfield (épisode 5)
- Tim Russ (VF : Bruno Dubernat) : Dr Malcolm Wickfield (épisode 5)
- Sam Daly : Jack Hastings (épisode 5)
- Rodney Rowland (VF : Philippe Bozo) : Mick Linden (épisode 5)
- Yvonne Zima (VF : Olivia Luccioni) : Veronica (épisode 5)
- Jess Allen (aucun dialogue) : Garrett Ward (épisode 5)
- John R. Colley : Paul Deschile (épisode 5)
- Michael Raynor : Dr Silverman (épisode 5)
- Christopher Cousins (VF : Guy Chapellier) : Nolan Burns (épisode 6)
- James MacDonald (VF : Jean-François Aupied) : Benjamin Wade (épisode 6)
- Erik Jensen (VF : Laurent Morteau) : le professeur Jason Byford (épisode 6)
- Aaron Craven (VF : Jérémy Prévost) : Henry Collins (épisode 6)
- Jeff Odachowski (VF : Thierry Kazazian) : Kenny (épisode 6)
- James Carpinello (VF : Sylvain Agaësse) : Frank Henson (épisode 7)
- Joelle Carter (VF : Malvina Germain) : Maggie Ingram (épisode 7)
- Alexis Cruz (VF : Paolo Domingo) : Lyle Gomez (épisode 7)
- Wes Ramsey : John Henson (épisode 7)
- Drew Rausch : officier Ted Lane (épisode 7)
- Joyce Guy : la juge Kerry Fallbrook (épisode 7)
- Laura Gardner : Patrice Tolbert (épisode 7)
- Janet Hoskins (VF : Marie-Martine) : Betty (épisode 7)
- David Wells (VF : Philippe Ariotti) : le professeur Edgar McDonald (épisode 7)
- Mark Withers : Alan Lane (épisode 7)
- Swen Temmel (VF : Donald Reignoux) : Frank Henson jeune (épisode 7)
- Anthony Ruivivar (VF : Luc Boulad) : Barrett Hawk (épisode 8)
- Jason Antoon : Steve Warner (épisode 8)
- Annie Wersching (VF : Laurence Dourlens) : Dr Kelly Nieman (épisode 9)
- William Mapother (VF : Bertrand Liebert) : Carl Matthews (épisode 9)
- Shashawnee Hall (VF : Richard Leroussel) : Calvin Hodges (épisode 9)
- Jim Holmes (VF : Sébastien Finck) : Dr Ian Fuller (épisode 9)
- Marta Cross (VF : Caroline Victoria) : Theresa (épisode 9)
- James Brolin (VF : Bernard Tiphaine) : Jackson Hunt, le père de Richard Castle (épisode 12)
- Alexandra Chando : Mandy Sutton (épisode 13)
- Kelly McCreary (VF : Diane Dassigny) : Kelly Jane (épisode 13)
- Frances Fisher : Matilda King (épisode 14)
- Drew Powell (VF : Luc Florian) : Sam Carson (épisode 16)
- Al Sapienza : M. Jones (épisode 17)
- Salli Richardson-Whitfield : l'avocate Elizabeth Weston (épisode 19)
- Jack Coleman (VF : Hervé Jolly) : le sénateur William Bracken (épisode 22)
- Ruben Santiago-Hudson (VF : Sylvain Lemarié) : Capitaine Roy Montgomery (épisode 22) dans les souvenirs de Kate
- Eddie McClintock : Rogan O'Leary (épisode 23)

## Production

### Développement
Le vendredi 12 juillet 2013, Nathan Fillion ne s'est pas présenté à la production en guise de protestation afin d'obtenir des semaines de 4 jours de travail, du lundi au jeudi. Ce conflit avec ABC Studios est apparemment résolu, mais le vendredi 13 septembre 2013, il ne s'est pas présenté, souffrant de douleurs au dos.
En février 2014, la production annonce qu'un 23e épisode est en préparation.

### Attribution des rôles
En juillet 2013, les acteurs Lisa Edelstein (Rachel McCord, la nouvelle collègue de Kate) et Yancey Arias (Carl Villante) ont obtenu un rôle récurrent lors de la saison ; puis les acteurs Warren Christie (Brad Parker) et Glenn Morshower (Michael Reed) ont obtenu un rôle le temps d'un épisode.
Il y aura aussi une femme blonde d'Europe de l'Est qui sera une otage dont le nom n'a pas encore été annoncé.
En août 2013, les acteurs Antonio Sabato Jr. (Ramon Russo) et Joshua Bitton (Frank « Sully » Sullivan) ont obtenu un rôle récurrent ; puis les acteurs Alicia Lagano et Joshua Gomez ont obtenu un rôle le temps d'un épisode.
En septembre 2013, Joelle Carter a obtenu un rôle le temps d'un épisode, suivie en octobre 2013 d'Annie Wersching et d'Alexandra Chando.
En décembre 2013, l'acteur James Brolin reprendra son rôle du père de Richard Castle lors de l'épisode 12, Jack Coleman dans celui du sénateur Bracken, planifié pour 2014 et Frances Fisher a obtenu un rôle le temps d'un épisode.
En mars 2014, l'actrice Salli Richardson-Whitfield a été choisie pour incarner Elizabeth Watts, la sœur de Victoria Gates
En avril 2014, l'acteur Eddie McClintock va interpréter Rogan O'Leary, un arnaqueur qui va croiser le chemin de Kate et sera présent lors du dernier épisode de la saison lors des noces du couple.
En mai 2014, Randy Oglesby (en) est engagé par la production pour interpréter le révérend qui va marier Kate et Richard.

### Diffusions
Au Canada, il était initialement prévu que la saison soit diffusée en simultané sur CTV Two. Cependant, elle est diffusée la veille, le dimanche à 21 h sur CTV (à 19 h pour le premier épisode) afin de diffuser en simultané les nouvelles séries Hostages de septembre à janvier, puis Intelligence de janvier à mars avec CBS. En mars 2014, CTV déplace Intelligence sur CTV Two après la diffusion du 9e épisode et retourne Castle au lundi soir, de nouveau diffusée en simultané avec ABC.
La diffusion francophone s'est déroulée ainsi :
- En Belgique, la saison est diffusée depuis le 29 avril 2014 sur RTL-TVI[26].
- En France, depuis le 25 août 2014 sur France 2[27].
- La saison reste inédite dans les autres pays francophones.

## Liste des épisodes

### Épisode 1:Valkyrie
- Canada : 22 septembre 2013 sur CTV
- États-Unis : 23 septembre 2013 sur ABC[28]
- Belgique : 29 avril 2014 sur RTL-TVI[29]
- Suisse : 20 août 2014 sur RTS Un[30]
- Québec : 25 août 2014 sur Séries+[31]
- France : 25 août 2014 sur France 2[27],[32]

- États-Unis : 11,46 millions de téléspectateurs[33] (première diffusion)
- Canada : 1,36 million de téléspectateurs[34] (première diffusion)
- France : 4,8 millions de téléspectateurs[35] (première diffusion)

- Lisa Edelstein (VF : Frédérique Tirmont) : Rachel McCord
- Jocko Sims (Matt Hendricks)
- Yancey Arias (Carl Villante)

L'épisode commence avec la continuation du dialogue qui terminait la saison précédente (fin de l'épisode 5-24) : Kate est stupéfaite de voir que la demande en mariage de Richard est une proposition sérieuse. Elle accepte de se marier avec lui, mais doit lui avouer qu'elle a obtenu le travail prestigieux qu'elle désirait, à Washington.
Deux mois plus tard, Kate occupe son nouveau poste et doit apprendre le métier en travaillant avec sa nouvelle partenaire, Rachel McCord.
De leur côté, Richard rentre d'une tournée de dédicace, et Alexis revient du Costa Rica avec son nouvel amoureux, Pi, ce qui ne fait pas du tout plaisir à son père. Alors qu'il avait prévu de passer un week-end avec sa fiancée, Richard est déçu que Kate fasse passer son travail avant lui ; il décide de lui faire une surprise et se rend à Washington. Il y fait la connaissance de Rachel McCord et se retrouve plongé accidentellement dans l'affaire ultra-confidentielle sur laquelle Kate et Rachel travaillent. La curiosité l'emportant, Castle décide d'enquêter. Son irruption dans l'affaire compromet Kate, et le place lui-même sous la menace de poursuites judiciaires. Au cours de l'enquête, Richard se fait enlever par le principal suspect de l'affaire, qui meurt soudainement au volant de sa voiture avec Richard à ses côtés. Kate et Rachel découvrent alors que le véritable objet de leur enquête n'est pas celui qu'elles pensaient… et que Castle va bientôt mourir !
- Cet épisode amorce une intrigue qui se poursuit dans l'épisode suivant.
- Bien que créditée, Penny Johnson Jerald n'apparait pas dans cet épisode.

### Épisode 2:Secret défense
- Canada : 29 septembre 2013 sur CTV
- États-Unis : 30 septembre 2013 sur ABC
- Belgique : 29 avril 2014 sur RTL-TVI[29]
- Suisse : 20 août 2014 sur RTS Un[30]
- France : 25 août 2014 sur France 2[27],[32]
- Québec : 1er septembre 2014 sur Séries+

- États-Unis : 10,88 millions de téléspectateurs[36] (première diffusion)
- Canada : 1,69 million de téléspectateurs[37] (première diffusion)
- France : 5 millions de téléspectateurs[38] (première diffusion)

- Lisa Edelstein (VF : Frédérique Tirmont) : Rachel McCord
- Yancey Arias (Carl Villante)
- Jocko Sims (Matt Hendricks)
- Michael Bofshever (Dr Goldberg)
- Glenn Morshower (le secrétaire Michael Reed)
- Omid Abtahi (Rasheed Waqas)

Castle étant empoisonné à une mystérieuse toxine, dont l'antidote a disparu, Beckett lui annonce qu'il a moins d'une journée à vivre. Des soins lui sont prodigués afin de le maintenir le plus longtemps possible en vie. Il révèle à Kate ce qu'il a appris sur « Dreamworld », ce qui relance l'enquête. Un lien est établi avec un journaliste qui a tenté de publier un article sur le sujet. Castle a la permission de l'agent Villante d'aider Rachel et Kate dans leur enquête, mais uniquement depuis le bâtiment fédéral. Martha et Alexis, ne comprenant pas les silences de Richard, commencent à s'inquiéter de son sort.

- Cet épisode constitue la deuxième partie d'une intrigue commencée dans l'épisode précédent.
- Bien que créditées, Tamala Jones et Penny Johnson Jerald n'apparaissent pas dans cet épisode.

### Épisode 3:Pas de bol, y a école!
- Canada : 6 octobre 2013 sur CTV
- États-Unis : 7 octobre 2013 sur ABC
- Belgique : 6 mai 2014 sur RTL-TVI[29]
- Suisse : 20 août 2014 sur RTS Un[30],[39]
- France : 1er septembre 2014 sur France 2[32]
- Québec : 8 septembre 2014 sur Séries+

- États-Unis : 10,51 millions de téléspectateurs[40] (première diffusion)
- Canada : 1,65 million de téléspectateurs[41] (première diffusion)
- France : 4,9 millions de téléspectateurs[42] (première diffusion)

- Lisa Edelstein (VF : Frédérique Tirmont) : Rachel McCord
- Antonio Sabato Jr. (Ramon Russo)
- Joshua Bitton (Grant « Sully » Sullivan)
- James Patrick Stuart (Ethan Wright)
- Emily Baldoni (Svetlana Renkov)
- Alan Blumenfeld (Hank Harper)
- Ruth Williamson (Geraldine Powers)
- Jon Paul Burkhart (Potential Dewey)
- Jeff Grace (Charlie Reynolds)

- Bien que créditée, Tamala Jones n'apparait pas dans cet épisode.

### Épisode 4:Sa plus grande fan
- Canada : 13 octobre 2013 sur CTV
- États-Unis : 14 octobre 2013 sur ABC
- Belgique : 6 mai 2014 sur RTL-TVI[29]
- Suisse : 27 août 2014 sur RTS Un[39]
- France : 8 septembre 2014 sur France 2[32]
- Québec : 15 septembre 2014 sur Séries+

- États-Unis : 11,11 millions de téléspectateurs[43] (première diffusion)
- Canada : 1,57 million de téléspectateurs[44] (première diffusion)
- France : 4,9 millions de téléspectateurs[45] (première diffusion)

- Alicia Lagano (Emma Riggs)
- Billy Miller (Mickey Gerhardt)
- Tom Amandes (Aaron Stokes)
- Peter Mackenzie (le sergent Roman, négociateur)

Kate ne sait plus quoi faire de sa vie : le FBI l'a renvoyée, et il n'y a pas non plus de place pour elle au NYPD pour cause de restrictions budgétaires. Richard lui suggère simplement de se laisser entretenir, ce qu'elle ne saurait accepter. Ils reçoivent alors un appel de la capitaine Gates, et à la surprise de tous, ce n'est pas à Beckett qu'elle veut parler, mais à Castle : à la suite du meurtre d'Angelo Vasquez, un ancien petit truand, sa compagne Emma Riggs s'est enfuie et s'est réfugiée dans un cabinet dentaire, prenant en otages les gens qui s'y trouvent. Emma refuse de parler à la police et ne veut négocier qu'avec Richard Castle. Celui-ci, malgré les risques, accepte de rencontrer la forcenée : il s'agit d'une de ses fans ; et connaissant son habileté à dénouer les affaires criminelles, elle lui demande de prouver son innocence dans le meurtre d'Angelo Vasquez.

Ryan et Esposito, avec le renfort de Kate, vont cependant découvrir qu'Emma Riggs n'est pas si innocente qu'elle prétend l'être. Castle, qui lui fait néanmoins confiance, lui demande de raconter sans détour sa véritable histoire : le passé tourmenté et malheureux d'Emma est alors révélé, impliquant un influent homme d'affaires et politicien, Aaron Stokes, et son gendre avocat.
Mais l'un des otages veut jouer les héros…

### Épisode 5:L'avenir nous le dira
- Canada : 20 octobre 2013 sur CTV
- États-Unis : 21 octobre 2013 sur ABC
- Belgique : 13 mai 2014 sur RTL-TVI[29]
- Suisse : 27 août 2014 sur RTS Un[39]
- France : 15 septembre 2014 sur France 2[32]
- Québec : 22 septembre 2014 sur Séries+

- États-Unis : 10,59 millions de téléspectateurs[46] (première diffusion)
- Canada : 1,75 million de téléspectateurs[47] (première diffusion)
- France : 4,8 millions de téléspectateurs[48] (première diffusion)

- Joshua Gomez (Simon Doyle)
- Tim Russ (Dr Malcolm Wickfield)
- Vanessa Bell Calloway (Beryl Wickfield)
- Yvonne Zima (Veronica)
- Rodney Rowland (Mick Linden)

Un conflit éclate entre Castle et sa fille à propos de Pi, qui devient envahissant. Alexis annonce carrément à son père qu'elle part vivre avec son amoureux, ce que Richard se refuse à admettre. Il en parle à Kate, qui tente de le remettre de bonne humeur.
- Il s'agit de l'unique épisode où le rationalisme de Beckett vacille : face au paradoxe temporel inextricable qui clôt l'épisode, il lui est impossible d'obtenir une explication factuelle ; Castle, lui, n'est pas témoin de ce paradoxe, ce qui lui permet contrairement à son penchant habituel, de se montrer amusé mais plutôt distant face aux évènements. On peut voir dans ce renversement de perspectives un symbole de l’approfondissement de leur relation intime [49].
- Sans que le téléspectateur puisse décider s'il s'agit d'une simple coïncidence ou d'un véritable dévoilement du destin, une partie au moins des révélations du « voyageur temporel » sur le futur de Castle et Beckett se réaliseront avant la fin de la série. En particulier, le nombre d'enfants qu'il leur annonce se vérifiera (voir les dernières secondes de l'épisode final 8-22) ; et la carrière de Sénatrice qu'il promet à Kate sera à tout le moins amorcée à la fin de la saison 7.
- Bien que créditée, Penny Johnson Jerald n'apparait pas dans cet épisode.

### Épisode 6:Tout un symbole
- Canada : 27 octobre 2013 sur CTV
- États-Unis : 28 octobre 2013 sur ABC
- Belgique : 13 mai 2014 sur RTL-TVI[29]
- Suisse : 3 septembre 2014 sur RTS Un[39]
- France : 22 septembre 2014 sur France 2[32]
- Québec : 29 septembre 2014 sur Séries+

- États-Unis : 10,69 millions de téléspectateurs[50] (première diffusion)
- Canada : 1,57 million de téléspectateurs[51] (première diffusion)
- France : 5 millions de téléspectateurs[52] (première diffusion)

- Pamela Shaddock (Marcella)
- Aaron Craven (Henry Collins)
- James MacDonald (Benjamin Wade)

Alexis et Pi ont invité Martha et Richard pour un dîner dans leur nouvel appartement. À peine arrivé, Richard critique l'arrangement des lieux et le manque d'ambition du petit ami de sa fille : le repas tourne au désastre. Kate conseille à Rick de ne pas s'entêter contre les choix d'Alexis, laquelle en veut profondément à son père et déclare n'être pas prête à une réconciliation.
- L'épisode est basé sur le roman Le Code Da Vinci de Dan Brown, en plus d'y faire référence[53].
- Dans l'épisode, Kate fait une référence au film Benjamin Gates et le Trésor des Templiers (National Treasure).

- Bien que créditée, Penny Johnson Jerald n'apparait pas dans cet épisode.

### Épisode 7:Tel père, telle fille
- Canada : 3 novembre 2013 sur CTV
- États-Unis : 4 novembre 2013 sur ABC
- Belgique : 20 mai 2014 sur RTL-TVI[29]
- Suisse : 3 septembre 2014 sur RTS Un[39]
- France : 29 septembre 2014 sur France 2[32]
- Québec : 6 octobre 2014 sur Séries+

- États-Unis : 10,87 millions de téléspectateurs[54] (première diffusion)
- Canada : 1,66 million de téléspectateurs[55] (première diffusion)
- France : 4,9 millions de téléspectateurs[56] (première diffusion)

- James Carpinello (Frank Henson)
- Wes Ramsey (John Henson)
- Joelle Carter (Maggie Ingram)
- Alexis Cruz (Lyle Gomez)
- Drew Rausch (Officier Ted Lane)

- Bien que créditées, Susan Sullivan et Penny Johnson Jerald n'apparaissent pas dans cet épisode.

### Épisode 8:Le meurtre est éternel
- Canada : 10 novembre 2013 sur CTV
- États-Unis : 11 novembre 2013 sur ABC
- Belgique : 20 mai 2014 sur RTL-TVI[29]
- Suisse : 10 septembre 2014 sur RTS Un[32]
- France : 6 octobre 2014 sur France 2[39]
- Québec : 13 octobre 2014 sur Séries+

- États-Unis : 10,05 millions de téléspectateurs[57] (première diffusion)
- Canada : 1,52 million de téléspectateurs[58] (première diffusion)
- France : 5,1 millions de téléspectateurs[59] (première diffusion)

- Carter Roy (MC)
- David Blue (Kyle)
- Anthony Ruivivar (Barrett Hawk)
- Maya Stojan (Tory Ellis)
- Jason Antoon (Steve Warner)
- Tina Morasco (Janet Warner)
- Natalie Padilla (Alice Clark)

Dans la chambre de Castle, la photographie d'un lion, qu'il surnomme affectueusement Linus, rend Kate nerveuse. Elle en parle à son compagnon, qui refuse de l'enlever.
L'équipe de Beckett enquête sur la mort d'Alice Amy Clark, 37 ans, une primatologue connue pour avoir écrit un livre sur les relations de couple vues à travers le prisme du comportement animal. Elle a été tuée par balle dans sa voiture ; l'intérieur du véhicule a été fouillé avec acharnement, mais rien n'a été dérobé. De même, le bureau de la victime a été retourné de fond en comble : visiblement, le tueur voulait retrouver quelque chose de précis. Un suspect est vite identifié : il s'agit de Barret Hawk, une sorte de détective privé qui exécute au profit des personnes fortunées des missions délicates et discrètes. Hawk a été filmé dans l'immeuble où se trouve le bureau d'Alice, et quand Esposito et Ryan l'appréhendent, ils le voient détruire une photo de la victime. Mais Hawk nie tranquillement le meurtre. Beckett est pourtant persuadée de son implication et va tout faire pour la prouver, notamment en trouvant qui avait engagé le suspect. L'enquête mène Castle et Beckett dans un hôtel qui servait de planque à la victime, et ils y découvrent un diamant d'une valeur inestimable. Pourtant, aucun vol de cette ampleur n'a été signalé, et ce joyau n'est répertorié nulle part. L'examen des relations de Hawk mène à un couple de millionnaires, Steve et Janet Warner, mais ceux-ci, malgré les évidences, nient être les propriétaires du diamant. Barret Hawk finit par avouer à Beckett qu'il recherchait bien le diamant au nom du couple Warner, mais qu'il n'a pas assassiné Alice. Alors que toutes les preuves désignent Steve Warner, ce dernier doit avouer que sa pierre précieuse a des caractéristiques sensationnelles.
- Bien que créditées, Susan Sullivan et Molly Quinn n'apparaissent pas dans cet épisode.

### Épisode 9:L'Élève et le Maître
- Canada : 17 novembre 2013 sur CTV
- États-Unis : 18 novembre 2013 sur ABC
- Belgique : 27 mai 2014 sur RTL-TVI[29]
- Suisse : 10 septembre 2014 sur RTS Un[39]
- France : 13 octobre 2014 sur France 2[32]
- Québec : 20 octobre 2014 sur Séries+

- États-Unis : 10,93 millions de téléspectateurs[60] (première diffusion)
- Canada : 1,74 million de téléspectateurs[61] (première diffusion)
- France : 5,5 millions de téléspectateurs[62] (première diffusion)

- Annie Wersching (Dr Kelly Nieman)
- William Mapother (Carl Matthews)
- Maya Stojan (Tory Ellis)
- Shashawnee Hall (Calvin Hodges)
- Jim Holmes (Dr. Ian Fuller)

Castle propose à Kate de trouver un endroit pour leur lune de miel. Se laissant convaincre par Castle, Kate accepte et propose plusieurs endroits. Malheureusement, à chacune des propositions de Kate, Richard a toujours une raison pour lui signifier qu'il y est déjà allé avec l'une de ses ex-femmes. Kate lui demande alors de faire une liste des endroits dans le monde où il n'est jamais allé avec l'une de ses ex-femmes. Après avoir fait la liste, Kate s'aperçoit qu'il y a deux pays dans lesquels Richard n'est jamais allé : l'Albanie et la Finlande. Kate est fâchée des choix restants. Castle en conclut qu'il devrait commencer par la date.
La nouvelle affaire de l'équipe de Beckett secoue sérieusement Lanie. En effet, la victime lui ressemble. Son nom est Pamela "Pam" Hodges, 32 ans, une prostituée de Tampa en Floride qui est arrivée récemment à New York, et qu'on a retrouvée pendue avec du fil de pêche sur les docks. Dès les premiers instants de l'enquête, l'équipe découvre que Pam Hodges vivait dans un appartement de luxe et se faisait payer pour y vivre. Lanie découvre que la victime s'est fait mettre des implants dans les joues, utilisait les mêmes cosmétiques qu'elle et avait le même tatouage au même endroit. Les implants proviennent de la clinique du docteur Kelly Nieman. L'équipe découvre deux autres cas de meurtres non résolus, semblables au leur, provenant de l'état de Floride. Castle et Kate rencontrent le docteur Nieman, qui est très intéressée par Kate, mais moins par Richard. Après cette rencontre avec le docteur Nieman, une deuxième victime refait surface. Cette fois-ci, la victime ressemble étrangement à Esposito. La victime s'appelle Daniel Santos, un ancien strip-teaser de Géorgie. Il rencontrait régulièrement le docteur Ian Fuller.
- Bien que créditées, Susan Sullivan et Molly Quinn n'apparaissent pas dans cet épisode.

### Épisode 10:Le Bon, la Brute et le Bébé
- Canada : 24 novembre 2013 sur CTV Two
- États-Unis : 25 novembre 2013 sur ABC
- Belgique : 27 mai 2014 sur RTL-TVI[29]
- Suisse : 17 septembre 2014 sur RTS Un[39]
- France : 20 octobre 2014 sur France 2[32]
- Québec : 27 octobre 2014 sur Séries+

- États-Unis : 11,41 millions de téléspectateurs[63] (première diffusion)
- France : 5,3 millions de téléspectateurs[64] (première diffusion)

- Teri Reeves (Miranda Vail)
- Matt Gerald (Jimmy Wolfinsky)
- John Allen Nelson (Walter Dennis)
- Anthony Mangano (Roman Valanciaga)

Un homme ensanglanté rentre dans une église où est célébrée une messe pour remettre un bébé au prêtre, avant de mourir au pied de l'autel.
Chez Castle, Richard et Beckett préparent Thanksgiving. Richard annonce à Kate qu'elle devra se déguiser en Pocahontas pour cette soirée. Cela rend Kate mal à l'aise, alors qu'elle reçoit au même moment un appel concernant le meurtre de l'église. La victime s'appelle Cameron Ducane et a 30 ans. Il avait dans ses poches un permis de conduire commercial, des coupons de lavage d'auto et un ticket de loterie du « Fift State Magicball Jackpot » à 247 millions de dollars. Le bébé, qui est un garçon, n'a pas de nom. Castle décide de s'occuper du bébé et le surnomme Cosmo. Esposito et Ryan découvrent la voiture de Duncane en face de l'église, laissant croire qu'il s'est fait tirer dessus. Au cours de l'enquête, l'équipe découvre que Duncane avait un passé criminel et qu'il est relié à un certain Jimmy Wolfinsky, alias « Jimmy Le Loup ». Castle élabore une théorie sur Jimmy, mais Kate lui rappelle la présence de Cosmo. Lanie découvre que la victime avait sous ses ongles de la cire, du camphre et de la nitrocellulose. Kevin achète des tickets du « Fift State Magicball Jackpot ». Castle tente de mettre Cosmo dans les bras de Ryan, mais celui-ci est plutôt mal à l'aise et rend le bébé. L'équipe découvre que Duncane, lorsqu'il travaillait comme chauffeur de nuit, évitait de prendre sa pause au garage, à 3 h du matin. De plus, Duncane effectuait différents trajets dans ce même temps, entre les deux mêmes bâtiments (Coldfax Building et Alphabet City). L'équipe regarde les caméras de surveillance du Coldfax Building et découvre Duncane et deux autres personnes s'introduisant à l'intérieur de l'édifice puis en ressortent. Castle et Beckett vérifient si quelque chose a été volé mais personne n'a déclaré de vol. Alors qu'il discute avec Javier sur le fait qu'il n'est pas prêt à être père, Kevin découvre l'endroit présumé où Duncane s'est fait tirer dessus avant de se retrouver à l'église. Après une fouille de l'endroit et des poubelles, il découvre une couche d'enfant (reliant officiellement Cosmo à Duncane), un kit de conservation du vin et des balles de ping-pong. C'est en écoutant le tirage de la loterie du « Fift State Magicball Jackpot » à 247 millions de dollars que Castle découvre la vérité. Au terme de l'enquête, l'équipe découvre le véritable nom de Cosmo et qui sont ses parents. De plus, l'équipe découvre que Cameron Duncane était un véritable héros.
- Au Canada, cet épisode a été diffusé exceptionnellement sur CTV Two afin de diffuser les American Music Awards en simultané sur CTV[65].

### Épisode 11:Tout feu tout flamme
- Canada : 5 janvier 2014 sur CTV
- États-Unis : 6 janvier 2014 sur ABC
- Belgique : 3 juin 2014 sur RTL-TVI[29],[66]
- Suisse : 17 septembre 2014 sur RTS Un[39]
- France : 27 octobre 2014 sur France 2[32]
- Québec : 3 novembre 2014 sur Séries+

- États-Unis : 8,83 millions de téléspectateurs[67] (première diffusion)
- Canada : 2,25 millions de téléspectateurs[68] (première diffusion + différé 7 jours)
- France : 5,3 millions de téléspectateurs[69] (première diffusion)

- Juliana Dever (Jenny)
- Wendy Davis (Della Burton)
- Nicholas Bishop (le chef des pompiers Miller)
- Nic Bishop (Chef Miller)

- Bien que créditées, Susan Sullivan et Molly Quinn n'apparaissent pas dans cet épisode.

### Épisode 12:Un monde d'illusions
- États-Unis /  Canada : 13 janvier 2014 sur ABC / CTV
- Belgique : 5 septembre 2014 sur RTL-TVI[29]
- Suisse : 24 septembre 2014 sur RTS Un[39]
- France : 3 novembre 2014 sur France 2[32]
- Québec : 10 novembre 2014 sur Séries+

- États-Unis : 9,03 millions de téléspectateurs[70] (première diffusion)
- Canada : 1,75 million de téléspectateurs[71] (première diffusion + différé 7 jours)
- France : 5,5 millions de téléspectateurs[72] (première diffusion)

- James Brolin (Jackson Hunt)
- Maya Stojan (Tory Ellis)
- Rick Peters (Tony Blaine)

Richard et Kate discutent d'une date pour leur mariage, sauf que ni l'un et ni l'autre ne sont d'accord. Martha, entendant cela, leur donne le conseil suivant : "Il n'y a jamais de moment parfait pour quoi que ce soit." Puis, elle leur dit de se marier à la mairie tout de suite. Richard et Kate refusent et prétextent qu'ils vont trouver la date parfaite pour leur mariage.
L'équipe de Beckett enquête sur la mort de Ted Rollins, 20 ans, vendeur dans un magasin de disque, dans la poitrine duquel on a tiré deux fois. Les policiers ont retrouvé le corps sous la douche de son appartement. Castle découvre que la victime porte une chaussure qui a été lacée différemment et cela l'intrigue. De plus, Lanie annonce à Kate que Ted n'a pas été tué dans son appartement. Tout à fait par hasard, il découvre aussi, sous les lattes du plancher, un compartiment secret contenant un ordinateur portable. L'ordinateur de la victime s'avère difficile à décoder, mais Tory, la spécialiste informatique de la police réussit à décoder une partie de l'ordinateur. Tory et l'équipe de Beckett découvrent que Ted piratait le site internet Universal Banking Solutions, dont le propriétaire est Anderson Cross. En rendant visite à Anderson Cross, Castle découvre qu'il s'agit en fait de son père, qu'il n'a pas revu depuis l'enlèvement d'Alexis à Paris. Beckett ne se doutant de rien, le père de Richard interdit à Castle de révéler son identité à Kate. Kate a une impression de déjà-vu en voyant Anderson Cross. Au même moment, l'équipe de Beckett découvre que Ted s'est fait tuer au parc d'attraction de Coney Island, sous un manège en réparation. Lanie découvre la raison pour laquelle l'un des souliers de Ted était lacé différemment. En visionnant les vidéos de surveillance du parc d'attraction Kate découvre que c'est Anderson qui a probablement tué Ted. Elle finit par faire le lien avec le portrait robot sur l'affaire de l'enlèvement d'Alexis à Paris, ce qui énerve Castle. Elle découvre que l'homme, sur la vidéo de surveillance, celui du portrait-robot et donc Anderson Cross, est un ancien espion de la CIA, qui a tourné le dos au groupe qui l'engageait et qui est devenu un tueur à gages. Il est donc un criminel aux yeux du gouvernement. Il n'en faut pas plus à Castle pour fixer un rendez-vous avec son père, mais celui-ci ne vient pas. Castle se réfugie chez lui et raconte tout à Martha. Au même moment, le père de Castle arrive chez ce dernier en état critique. On lui a tiré dessus. Martha et Castle doivent lui retirer la balle sous ses instructions. Kate arrive peu de temps après la fin de l'intervention de Richard. Martha suggère à Richard de dire la vérité à Kate à propos de son père. Celui-ci le fait. Le père de Castle explique à Kate, Richard et Martha, qui il est, la raison de la mort de Ted et comment arrêter son meurtrier. Richard et Kate, malgré les doutes de cette dernière, appliquent le plan d'Anderson afin d'attraper le meurtrier. Finalement, le père de Castle tue le meurtrier de Ted, laissant l'arme du crime à Kate. Le père de Castle disparaît avec le corps du meurtrier de Ted.
- Bien que créditée, Molly Quinn n'apparait pas dans cet épisode.

### Épisode 13:La Rançon de la gloire
- États-Unis /  Canada : 20 janvier 2014 sur ABC / CTV
- Belgique : 3 juin 2014 sur RTL-TVI[66]
- Suisse : 24 septembre 2014 sur RTS Un[39]
- France : 10 novembre 2014 sur France 2[32]
- Québec : 17 novembre 2014 sur Séries+

- États-Unis : 8,96 millions de téléspectateurs[73] (première diffusion)
- Canada : 1,29 million de téléspectateurs[74] (première diffusion + différé 7 jours)
- France : 5,2 millions de téléspectateurs[75] (première diffusion)

- Alexandra Chando (Mandy Sutton)
- Lola Glaudini (Marilyn Sutton)
- Kelly McCreary (Kelly Jane)

Beckett lit le journal et tombe sur les potins des personnes célèbres. Elle interroge Castle sur sa façon de vivre avec les ragots qu'il peut lire dans le journal. Au même moment, Pi débarque à l'improviste chez Richard, réclamant sa lettre de recommandation pour sa demande de bourse. Kate découvre par la suite que Richard ne l'a pas faite et a préféré mentir à Pi. Lorsque celui-ci est sur le point de se lancer dans l'écriture de la lettre de recommandation, le téléphone de Kate sonne, annonçant une nouvelle enquête.
L'équipe enquête sur la mort de Claire Samuels, 25 ans, doublure pour la chanteuse pop Mandy Sutton, enfant star d'un programme pour enfants ayant sombré dans l'alcool. Au cours de l'enquête, l'équipe de Beckett soupçonne les ex et le petit ami actuel de Mandy Sutton d'avoir commis le meurtre. C'est en découvrant des photos que Mandy a reçues d'un fan harceleur que l'équipe remonte sur la trace du meurtrier. À la fin de l'enquête, Kate et Richard découvrent une étrange histoire de famille à l'origine du meurtre de Claire Samuels.
Au cours de leur investigation, Kate est affectée par les ragots sur Richard, si bien qu'elle lui réserve une surprise de taille, annonçant son mariage dans le journal. Richard remet la lettre de recommandation pour Pi à Alexis.
- Bien que créditée, Susan Sullivan n'apparait pas dans cet épisode.

### Épisode 14:Habillé pour le cimetière
- États-Unis : 3 février 2014 sur ABC
- Canada : 9 février 2014 sur CTV
- Belgique : 5 septembre 2014 sur RTL-TVI[29]
- Suisse : 1er octobre 2014 sur RTS Un[39]
- France : 17 novembre 2014 sur France 2[32]
- Québec : 24 novembre 2014 sur Séries+

- États-Unis : 10,02 millions de téléspectateurs[76] (première diffusion)
- France : 5,3 millions de téléspectateurs[77] (première diffusion)

- Frances Fisher (Mathilda King)
- Rob Estes (Julian Bruckner)
- Danny Max (Justin)
- Angelique Cinelu (Lola)
- Emily Wilson (Grace)

Martha tente d'aider Kate à trouver sa robe de mariée dans les magazines de mode. Parmi ces magazines, Castle et Kate trouvent un endroit idéal pour leur réception : le Cordova House. Castle s'informe et annonce à Kate qu'il y a beaucoup de réservations.
Lorsqu'ils sont contactés pour enquêter, l'équipe découvre la mort d'Ella Hayes, 26 ans, retrouvée étranglée dans une benne à ordure du quartier de la mode. La victime travaille au magazine Modern Fashion et était l'assistante de Mathilda King, une journaliste tyrannique légendaire dans le milieu de la mode. Quand ils interrogent cette dernière, Richard apprend que Kate a été mannequin pendant 15 minutes et a refusé un job que la journaliste lui avait proposé. Au cours de l'enquête, Kate et Richard apprennent que Mathilda a renvoyé Ella parce qu'elle avait fait plusieurs erreurs dans les rendez-vous. L'équipe découvre aussi qu'Ella avait du talent pour dessiner des vêtements. Bien vite, des suspects se dévoilent dont l'ancienne assistante de Mathilda, Grace et un avocat travaillant pour le magazine Chic Couture. Kate et Richard s'aperçoivent par la suite que grâce à la mort d'Ella Hayes, Mathilda King était visée. Chacun des suspects que l'équipe découvre sont en lien avec Modern Fashion. D'indice en indice, l'équipe de Beckett découvre une étrange histoire de vol dont a été victime Ella Hayes.
Durant l'enquête, pour dépanner Mathilda King qui n'a pas de mannequin pour sa prise de photo, Kate accepte de poser et de porter une robe de mariée. Kate est littéralement sous le charme de la robe de mariée. À la fin de l'enquête, Kate reçoit la robe de mariée en cadeau, de la part de Mathilda.
- Bien que créditées, Molly Quinn et Penny Johnson Jerald n'apparaissent pas dans cet épisode.

### Épisode 15:Bienvenue dans l'âge ingrat
- Canada : 16 février 2014 sur CTV
- États-Unis : 17 février 2014 sur ABC
- Belgique : 12 septembre 2014 sur RTL-TVI[29]
- Suisse : 1er octobre 2014 sur RTS Un[39]
- France : 24 novembre 2014 sur France 2[32]
- Québec : 1er décembre 2014 sur Séries+

- États-Unis : 7,75 millions de téléspectateurs[78] (première diffusion)
- Canada : 1,47 million de téléspectateurs[79] (première diffusion + différé 7 jours)
- France : 5,1 millions de téléspectateurs[80] (première diffusion)

- Sam Anderson (le principal Duncan)
- Malese Jow (Hillary Cooper)
- Hannah Marks (Jordan Gibbs)
- Leigh Parker (Lucas Troy)
- Natasha Hall (Madison Beaumont)
- Arianna Ortiz (La bibliothécaire)
- Victory Van Tuyl (Kris Howard)

Richard et Kate tentent de trouver la chanson sur laquelle ils vont danser le soir de leur noce. Ils se rendent vite compte qu'ils n'ont pas de chanson d'amour commune. Il n'en faut pas plus à Richard pour se mettre en quête de cette chanson.
Lors de l'enquête, l'équipe de Beckett apprend la mort d'une lycéenne, Madison Beaumont, retrouvée dans sa chambre. Kate découvre du sang au plafond et Lanie annonce à l'équipe que Madison a été projetée au plafond. La victime est morte d'un traumatisme sévère. Richard imagine alors une théorie farfelue. Ce qui rend l'affaire encore plus mystérieuse, c'est l'appel au 911 qui a été donné par un chauffeur de taxi. Richard découvre que la victime allait à la même école que lui : Faircroft Preparatory Academy. Cela rend nostalgique Castle qui raconte à Beckett des souvenirs du temps où il était à cette école. Il découvre même que le directeur de l'établissement, le principal Duncan, est toujours en poste et ne l'a pas oublié.
Deux témoins du meurtre de Madison, Kris Howard et Hillary Cooper, deux amies de cette dernière, leur expliquent un détail, Kate et Richard demandent au principal Duncan de leur parler de ce qui s'est passé. Celui-ci leur montre une vidéo, se passant dans la cafétéria de l'établissement scolaire où un incident entre Madison et Jordan Gibbs a eu lieu. À la toute fin de l'incident, les tables et les chaises vides de la cafétéria se déplacent toutes seules et encerclent Madison, Kris et Hillary. Castle émet une nouvelle théorie selon laquelle Jordan aurait un don de télékinésie. Kate refuse d'y croire, tentant de trouver une explication rationnelle. Comme si le destin donnait raison à Castle, Ryan découvre chez Jordan, qui a disparu, des livres sur la télékinésie et le roman Carrie de Stephen King. Au cours de l'enquête, l'équipe suspecte l'ex-petit ami de Madison, Riley Mitchum, Lucas Troy, un ami qui aidait Jordan Gibbs à ne plus être le bouc émissaire de Madison, le docteur Rampanel, un docteur étudiant la télékinésie et Xiangsu Chen, un voleur de banque. C'est en scrutant les comptes et cartes de crédit de Madison, ainsi qu'une phrase que Jordan a dite à propos de Madison qui se trouvait dans la section littérature russe de la bibliothèque, que l'équipe de Beckett découvre une étrange histoire de coup monté et de vol.
- La chanson entendue pendant la scène de bal à la fin de l'épisode, et que Richard et Kate choisissent comme chanson de mariage, est In my veins, d'Andrew Belle. Elle ponctuait déjà plusieurs scènes cruciales de l'épisode 4-23, qui voit les deux protagonistes devenir amants ; et elle sera effectivement celle de leurs noces, diffusée par le baladeur de Castle, en conclusion de l'épisode 7-06.
- Cet épisode fait explicitement référence au roman Carrie de Stephen King, dont on aperçoit d'ailleurs la couverture parmi les livres de Jordan Gibbs.
- Bien que créditées, Susan Sullivan, Molly Quinn et Penny Johnson Jerald n'apparaissent pas dans cet épisode.

### Épisode 16:La Chambre 147
- Canada : 23 février 2014 sur CTV
- États-Unis : 24 février 2014 sur ABC
- Belgique : 12 septembre 2014 sur RTL-TVI[29]
- Suisse : 8 octobre 2014 sur RTS Un[39]
- France : 1er décembre 2014 sur France 2[32]
- Québec : 8 décembre 2014 sur Séries+

- États-Unis : 8,69 millions de téléspectateurs[81] (première diffusion)
- Canada : 1,88 million de téléspectateurs[82] (première diffusion + différé 7 jours)
- France : 5,6 millions de téléspectateurs[83] (première diffusion)

- Alexie Gilmore (Anita Miller)
- Phil LaMarr (Dr Holloway)
- Drew Powell (Sam Carson)
- Bradford Anderson (Dwight Carruthers)
- John Getz (Dr Gustavo Bauer)
- Kelly Kruger (Laura Westbourne)
- Kelly Hawthorne (Ella)
- Julia Cho (Gwen)
- Zack Duhame (Justin Marquette)

Alexis a rompu avec Pi. Castle s'en réjouit et espère qu'elle reviendra rapidement chez lui, mais Alexis ne veut pas revenir. Tout en discutant avec Kate, Richard en vient à la conclusion que sa fille a une bonne raison pour ne pas revenir vivre avec lui et s'en inquiète.
L'équipe de Beckett enquête sur la mort de Justin Marquette, un acteur, mort d'une balle dans la poitrine au sein de la chambre 147 d'un hôtel Best Traveler. Les premières informations révèlent que l'acteur vivait près de l'hôtel, avait l'habitude de prendre une chambre, mais c'était la première fois qu'il insistait pour avoir la chambre 147. L'équipe découvre par la suite que le téléphone qu'ils ont trouvé dans la chambre n'appartenait pas à Justin et pourtant, tout porte à croire le contraire. La victime faisait partie d'une troupe de théâtre. Alors que l'enquête allait débuté, Anita Miller arrive au poste de police et avoue le meurtre de Justin Marquette. Elle raconte dans les moindres détails le meurtre. Or, Anita a un alibi en béton et aucune preuve permet de relier Anita à Justin. Le docteur Holloway rencontre Anita et conclut qu'elle est mentalement là et croit parfaitement ce qu'elle a vu. Par contre, elle a deux semaines de sa vie dont elle ne se souvient plus. Puis, Sam Carson arrive au poste de police et avoue le meurtre de Justin Marquette. Il raconte dans les moindres détails le meurtre. Sam présente les mêmes symptômes qu'Anita. Finalement, un troisième individu, Dwight Carruthers veut avouer le meurtre de Justin Marquette. Exaspérée, Kate lui annonce comment il a fait. Au cours de l'enquête, l'équipe découvre le lien entre Anita, Sam et Dwight : un individu du nom de Miles Madsen. Miles travaille pour le docteur Gustavo Bauer, de l'Eternal Horizons Institute, se présentant comme un groupe d'aide psychologique mais considéré comme une secte par certains. Étrangement, Miles disparaît et Gustavo nie connaître les individus impliqués dans le meurtre de Justin. Castle a alors l'idée de confronter les versions d'Anita, Sam et Dwight, sur le meurtre. L'équipe découvre alors un détail anodin qui prend alors toute son importance. C'est ainsi qu'en remontant cette piste, Richard et Kate finissent par retrouver le vrai meurtrier de Justin.
- Bien que créditée, Susan Sullivan n'apparait pas dans cet épisode.

### Épisode 17:Lazare
- États-Unis : 3 mars 2014 sur ABC
- Canada : 9 mars 2014 sur CTV
- Belgique : 19 septembre 2014 sur RTL-TVI[29]
- Suisse : 8 octobre 2014 sur RTS Un[39]
- France : 8 décembre 2014 sur France 2[32]
- Québec : 15 décembre 2014 sur Séries+

- États-Unis : 8,38 millions de téléspectateurs[84] (première diffusion)
- France : 5,3 millions de téléspectateurs[85] (première diffusion)

- Carlos Gomez (le capitaine Fowler)
- Kenny Johnson (Harden)
- Britt Rentschler (Elena Markov)
- Regi Davis (Dr Bailey)
- Daniel Hugh Kelly (Evan Potter)
- Al Sapienza (Mr. Jones)
- Jonathan Adams (Vulcan Simmons)

- Bien que créditées, Tamala Jones et Molly Quinn n'apparaissent pas dans cet épisode.

### Épisode 18:La Voie du ninja
- États-Unis /  Canada : 17 mars 2014 sur ABC / CTV
- Belgique : 19 septembre 2014 sur RTL-TVI[29]
- Suisse : 15 octobre 2014 sur RTS Un[39]
- France : 15 décembre 2014 sur France 2[32]
- Québec : 5 janvier 2015 sur Séries+

- États-Unis : 9,99 millions de téléspectateurs[86] (première diffusion)
- Canada : 1,96 million de téléspectateurs[87] (première diffusion + différé 7 jours)
- France : 5,7 millions de téléspectateurs[88] (première diffusion)

- Faye Viviana (Jade Yamata / Sakura Ozu)
- Cameron Deane Stewart (Dean Bedford)
- Tarri Markel (Sharon Bedford)
- Arden Cho (Kiara)
- Brittany Ishibashi (Saya Ozu)
- Mike Moh (Lee Tong)

Kate doit se rendre à une soirée afin de retrouver son amie Carly. Cependant, celle-ci est dépeinte par Kate comme étant une personne ayant une vie trépidante. Cela ennuie beaucoup Kate d'avoir à écouter les différentes péripéties de son amie Carla. Richard tente de venir en aide à Kate, en s'invitant, mais celle-ci refuse. Elle lui demande de lui téléphoner à 22 heures afin de la faire sortir de sa soirée qui s'annonce ennuyeuse. Malheureusement, à l'heure dite, Richard oublie de téléphoner à Kate. Cette dernière lui en voudra, puisqu'elle a découvert que son amie Carla est devenue moins fantastique et plus ennuyeuse après son mariage. Kate formule alors la demande à Richard d'être toujours romantique après leur mariage.
- Bien que créditées, Susan Sullivan, Tamala Jones et Molly Quinn n'apparaissent pas dans cet épisode.

### Épisode 19:L'Agneau de Wall Street
- États-Unis /  Canada : 24 mars 2014 sur ABC / CTV
- Belgique : 26 septembre 2014 sur RTL-TVI[29]
- Suisse : 15 octobre 2014 sur RTS Un[39]
- France : 22 décembre 2014 sur France 2[32]
- Québec : 12 janvier 2015 sur Séries+

- États-Unis : 9,78 millions de téléspectateurs[89] (première diffusion)
- Canada : 1,89 million de téléspectateurs[90] (première diffusion + différé 7 jours)
- France : 5,4 millions de téléspectateurs[91] (première diffusion)

- Salli Richardson-Whitfield (l'avocate Elizabeth Weston)
- Laurie Fortier (l'avocate Stephanie Goldmark)
- Rosie Garcia (Maria Cordero)
- Kevin Kilner (Jamie Berman)
- Ramon Fernandez (Hector Nuñez)

Kate et Richard discutent de l'endroit où ils vont se marier, Richard suggère de le faire dans un manège au style de montagnes russes. Kate n'est pas très enthousiaste à cette idée. Tout au long de l'enquête, le couple discute de leur liste d'invités. Plus de 400 personnes seront inscrites mais aucun des deux ne veut enlever de nom. Richard demande des conseils à Kevin afin de savoir comment il a constitué sa liste d'invités à son mariage, mais cela s'avère vite une mauvaise idée quand le lieutenant affirme qu'une partie de sa famille le déteste pour ne pas l'avoir invitée.
L'équipe de Beckett enquête sur la mort de Peter Cordero, 26 ans, vénézuélien, vivant seul, trader d'avenir chez une entreprise d'investissement de Wall Street. Cordero a été tué par balle. Kate a trouvé que c'est une femme qui a découvert le corps et appelé les secours à partir d'une cabine au bas de l'immeuble où habite Cordero. Bien vite, elle fait un lien : c'est la meurtrière qui a téléphoné pour signaler le corps. Richard s'interroge sur la raison pour laquelle la victime était torse nu. Puis, Lanie annonce que Peter Cordero n'a pas participé à la bagarre qui a eu lieu dans son appartement : la meurtrière a tué Cordero avant de tout briser. Les premières informations de l'enquête démontrent que la victime était en lien avec un membre d'un gang. Il avait aussi écrit une série de nombres dans la paume de sa main. Lanie annonce à Kate qu'il portait un mouchard sur lui et a trouvé des résidus d'adhésif sur la poitrine de la victime. Plus tard, Esposito et Ryan retrouvent la photo permettant de voir qui a téléphoné au 911.
- Bien que créditée, Molly Quinn n'apparait pas dans cet épisode.

### Épisode 20:Le Meurtre du samedi soir
- États-Unis /  Canada : 21 avril 2014 sur ABC / CTV
- Belgique : 26 septembre 2014 sur RTL-TVI[29]
- France : 29 décembre 2014 sur France 2[32]
- Suisse : sur RTS Un
- Québec : 19 janvier 2015 sur Séries+

- États-Unis : 9,76 millions de téléspectateurs[92] (première diffusion)
- Canada : 2,09 millions de téléspectateurs[93] (première diffusion + différé 7 jours)
- France : 5,1 millions de téléspectateurs[94] (première diffusion)

- Jon Polito (Harold Metzger)
- Richard Portnow (Milt Boyle)
- Ray Abruzzo (Frank Russo)
- Gina Hecht (Marie Russo)
- Dawnn Lewis (Yvonne)

À la suite de la demande de Richard, pour les fleurs qu'il devrait y avoir à son mariage, Martha fait plusieurs suggestions d'arrangements floraux qui ne plaisent malheureusement pas au couple. Cela déçoit beaucoup Martha qui se fâche. Kate suggère à Richard de trouver un projet pour leur mariage dont Martha pourrait s'occuper mais il ne trouve pas d'idées.
Ils sont ensuite appelés car des ouvriers ont découvert un squelette dans un mur de béton d'un bâtiment en démolition datant de 1978. Le squelette avait encore des morceaux d'un habit bleu. Lanie présume qu'il était habillé très chic. Castle examine attentivement le squelette et découvre grâce aux bagues et à la montre Panerai, le nom de la victime. Il s'agit de Vince Bianchi, un parrain de la Mafia dans les années 1970, qui avait mystérieusement disparu. Après quelques investigations, l'équipe de Kate découvre qu'un proche de Vince Bianchi, pourrait connaître l'assassin. Cependant, Harold souffre d'un « deuil pathologique » et se croit toujours dans les années 1970. Après lui avoir annoncé la découverte du corps de Vince Bianchi, Harold leur annonce qu'il sait qui a tué Vince. Une tournure de phrase de Kate laisse penser qu'ils ne sont plus dans les années 70, ce qui provoque la colère d'Harold. Ce dernier exige de voir le corps de Vince avant de révéler le nom de l'assassin.
À la morgue, Lanie découvre que la victime a été tuée par balle dans l'abdomen et par la suite dans la tête. Elle explique à Kate et Richard qu'elle est parvenue à reconstituer le corps de Vince avec un moule plastique. À la vue du corps, Richard échafaude un plan afin d'amener Harold à la morgue : lui faire croire qu'il est toujours dans les années 1970. Lanie refuse d'embarquer dans le plan de Richard, mais celui-ci ne lui donne pas le choix. Harold vient à la morgue et voit le corps de Vince. En sortant de la salle, Kate, Richard et Harold se font mitrailler.
De retour chez lui, Harold ne se sent pas en sécurité et à l'impression que quelqu'un veut l'éliminer. Il demande à Richard d'aller au commissariat de police afin de se sentir en sécurité. Kate est furieuse après Richard, en apprenant qu'Harold veut venir au commissariat. Kate veut se retirer du plan de Richard, mais celui-ci lui annonce avoir fait appel à sa mère afin de transformer le commissariat de 2014, en commissariat des années 1970. La tâche vire à la catastrophe quand Kate annonce à Richard que Martha a engagé des acteurs et des actrices pour jouer des policiers et des personnes arrêtées. Le comble pour le couple, c'est quand il découvre que Martha a écrit des scénarios, juste pour faire réaliste.
- La chanson sur laquelle danse Harold lors de la soirée disco qui clôt l'épisode est Last Dance de Donna Summer.

### Épisode 21:Sport de rue
- États-Unis /  Canada : 28 avril 2014 sur ABC / CTV
- Belgique : 3 octobre 2014 sur RTL-TVI[29]
- France : 5 janvier 2015 sur France 2[32]
- Québec : 26 janvier 2015 sur Séries+

- États-Unis : 10,39 millions de téléspectateurs[95] (première diffusion)
- Canada : 1,93 million de téléspectateurs[96] (première diffusion + différé 7 jours)
- France : 5,5 millions de téléspectateurs[97] (première diffusion)

- Chase Clarke (Logan Moore)
- Anabelle Acosta (Holly)
- Yani Gellman (Manny Castro)
- Ned Vaughn (Brett Zaretsky)
- Michael Lombardi (Tommy Fulton)
- Claudia Christian (Mrs. Logan)

Richard a passé toute la nuit devant le jeu de Scrabble afin de trouver un mot lui permettant de marquer plusieurs points et ainsi gagner la partie. Mais il n'en trouve pas et doit admettre sa défaite. Il annonce alors à Kate, une nouvelle partie, afin de prendre sa revanche. Kate est alors surprise de découvrir que Richard n'aime pas perdre lorsqu'il joue à un jeu. Tout au long de l'enquête, Richard joue au Scrabble afin de gagner contre Kate, mais perd à chaque fois. Cela le désappointe.
L'équipe enquête sur la mort de Logan Moore, 21 ans, un skateboarder professionnel originaire de Californie qui a été tué par balle et dont le corps a été retrouvé dans une vitrine. Les premiers indices retrouvés sur la victime sont une clé et une adresse dans le West village. Les premières investigations de l'équipe, les mènent tout droit vers le festival de New York Stree sport qui a lieu sur les docks de Chelsea. La victime est le favori du festival. L'organisateur du festival, Tommy Fulton, s'est fait voler une arme de calibre 45 et ne croit pas que ce soit Logan qui l'ait volée, contrairement à ce que plusieurs pensent. Puis, l'enquête mène l'équipe tout droit vers la mafia albanaise. Puis, les soupçons de l'équipe se dirigent vers Ross de Koning, où vivait Logan. La clé, que portait au cou Logan, est vite identifiée comme étant celle d'un casier dans une salle de gym. À la salle de sport, Kate et Richard découvrent un sac de sport rempli d'un arsenal de voleur et un ticket de caisse ayant servi à acheter un vieux caméscope. Les images des caméras de sécurité ne montrent pas Logan, mais un certain Carter Wexland, rentrant dans la salle de sport avec la carte de Logan. Lors de l'interrogatoire, Carter révèle que Logan s'est introduit par effraction dans un bureau et qu'il avait le la charge de cacher le sac dans le casier de la salle de sport. L'affaire se complique quand Kevin découvre que c'est dans le cabinet d'avocat de Brett Zaretsky que Logan s'est introduit. La découverte d'un indice important, par Castle, va permettre de résoudre deux crimes et ainsi arrêter l'assassin.
À la suite d'une demande de Kate à Lanie à propos d'une séance d'essayage pour la robe de la demoiselle d'honneur, Javier et Kevin se demandent qui sera le témoin de Castle à son mariage. Cette obsession de Javier et Kevin devient vite une compétition entre eux afin d'avoir les faveurs de Richard. Ne voulant pas céder, Javier et Kevin se proposent d'être les co-témoins de Richard à ses noces mais ce dernier a déjà trouvé son témoin. Les deux hommes sont alors décontenancés en sachant le nom du témoin et qu'eux sont relégués comme « garçons d'honneurs ».
- Pour cet épisode, la production a décidé de dévoiler une nouvelle facette du personnage de Castle : celle d'un homme qui n'aime pas perdre[98].
- Bien que créditée, Penny Johnson Jerald n'apparait pas dans cet épisode.

### Épisode 22:Veritas
- États-Unis /  Canada : 5 mai 2014 sur ABC / CTV
- Belgique : 3 octobre 2014 sur RTL-TVI[29]
- France : 13 janvier 2015 sur France 2[32]
- Québec : 2 février 2015 sur Séries+

- États-Unis : 9 millions de téléspectateurs[99] (première diffusion)
- Canada : 1,9 million de téléspectateurs[100] (première diffusion + différé 7 jours)
- France : 5,2 millions de téléspectateurs[101] (première diffusion)

- Alex Fernandez (le capitaine Marcus Donovan)
- David Gautreaux (Dr Oliver Pressing)
- Tom Billett (Sergio)
- Chic Daniel (Thomas)
- Jack Coleman (Sénateur William H. Bracken)

Cela fait plus de six semaines que Kate épie les faits et gestes de Jason Marks, un proche du sénateur Bracken. Une nuit, dans une ruelle, Jason Marks arrive et au même moment, une voiture s'arrête à la hauteur de ce dernier et l'embarque. Au matin, Jason Marks est retrouvé sans vie. Kate est surprise de voir son seul lien avec le sénateur Bracken disparaître. Elle refuse de dire à Lanie, Esposito et Ryan, qu'elle et Castle enquêtaient sur lui. L'équipe découvre que le conducteur qui conduisait la voiture est nul autre que Vulcan Simmons. Gates retire alors l'affaire à Beckett. Dans la même journée, Ryan informe Kate qu'ils doivent libérer Vulcan Simmons, faute de preuves solides. Ils n'ont aussi pas retrouvé la scène du crime ou le véhicule dans lequel Jason Mark a embarqué le soir du meurtre. Kate regarde les photos des lieux qu'elle a prises et qui se retrouvent près de l'endroit où le corps de Jason a été retrouvé. Elle trouve un atelier de réparation pour camion et sans le dire à Richard, elle se rend sur les lieux en pleine nuit. Elle finit par trouver le véhicule et la preuve que Vulcan Simmons a bel et bien tué Jason Marks, mais Simmons, qui l'attendait, la dissuade de faire quoi que ce soit.
Au petit matin, Richard est réveillé par son téléphone portable. Esposito lui annonce que Kate peut enquêter sur la mort de Jason Marks et que Vulcan Simmons a été assassiné. Castle découvre que Kate n'a pas dormi dans son lit. Au commissariat, Kate reçoit un appel de Lanie l'avertissant qu'elle a retrouvé une balle dans la colonne vertébrale de Vulcan. Cette balle a été vite associée à une arme, celle de Beckett. L'officier Donovan des enquêtes internes arrive au poste de police et tente d'arrêter Kate qui réussit à prendre la fuite. Castle révèle à temps à Esposito et Ryan, l'enquête qu'ils menaient à propos de Jason Marks et du sénateur Bracken, avant de se faire mettre à la porte du commissariat. Esposito et Ryan révèlent à Victoria, l'investigation de Richard et Kate à propos de la mort de la mère de cette dernière.
- Bien que créditées, Susan Sullivan et Molly Quinn n'apparaissent pas dans cet épisode.

### Épisode 23:Le Grand Jour
- États-Unis /  Canada : 12 mai 2014 sur ABC[102] / CTV
- Belgique : 3 octobre 2014 sur RTL-TVI[29]
- Suisse : 29 octobre 2014 sur RTS Un[103]
- France : 19 janvier 2015 sur France 2[32]
- Québec : 9 février 2015 sur Séries+

- États-Unis : 10,59 millions de téléspectateurs[104] (première diffusion)
- Canada : 1,86 million de téléspectateurs[105](première diffusion + différé 7 jours)
- France : 5,8 millions de téléspectateurs[106] (première diffusion)

- Eddie McClintock (Rogan O'Leary)
- Nicole J. Butler (Cassandra)
- Doug Simpson (Henry Browning)
- Scottie Thompson (Tildy McGuire)
- Chris Browning (en) (Biker)
- R.D. Call (Mickey Barbozz)

Il ne reste que trois jours avant le mariage de Kate et Richard. Alexis et Martha s'occupent des derniers préparatifs du mariage. Kate et Richard préparent les papiers pour le gouvernement. Au bureau du gouvernement, Kate apprend qu'elle est déjà mariée et qu'elle ne peut épouser Richard. Le couple en est stupéfait. La préposée leur annonce que Kate est mariée à un certain Rogan O'Leary. Il s'agit d'un homme que Kate a rencontré en première année d'université, alors qu'elle était à Stanford. Kate et Rogan se sont mariés à Las Vegas, après avoir trop bu. Kate affirme qu'elle a rompu avec Rogan quand elle s'est aperçue quel genre d'homme il était. Richard décide de consulter son avocat afin de savoir si le mariage de Kate et Rogan est légal, mais il semble qu'il ne puisse être annulé. Il dit aussi à Kate qu'elle doit retrouver Rogan afin de faire signer les papiers du divorce. Kate a donc moins de trois jours pour retrouver Rogan.
Grâce à Esposito et Ryan, Kate retrouve Rogan à Willow Creek. Comme il ne répond pas au téléphone, Kate décide de partir pour Willow Creek afin de pouvoir divorcer. En arrivant à Willow Creek, Kate découvre qu'il n'a pas changé et reste un menteur, un escroc et un voleur. Quand Rogan voit Kate, il la surnomme « Kit Kat », comme auparavant lorsqu'ils étaient ensemble. Il parle alors du bon vieux temps avec elle mais cette dernière ne souhaite qu'une chose, qu'il signe les papiers du divorce. Malheureusement pour Kate, Rogan lui demande de voler dans le camion de son ex-copine, les clefs de son garage, afin qu'il puisse récupérer quelques affaires lui appartenant. Kate réussit à prendre les clefs, mais à son retour chez Rogan, ce dernier se fait kidnapper devant elle puis appelle la police. Désemparée, elle annonce à Richard, qu'elle veut retrouver Rogan. Richard vient l'aider.
Au moment de partir, Richard apprend que la salle où aurait dû avoir lieu le mariage a brûlé. Alexis a la brillante idée de réaliser le mariage dans leur maison des Hamptons et Richard approuve. Martha et Alexis assurent à Richard qu'elles prennent la situation en main. Richard s'en va rejoindre Kate à Willow Creek. Arrivés sur place, ils commencent leur enquête sur la disparition de Rogan. Au cours de l'enquête, ils découvrent que plusieurs personnes en voulaient à la vie de Rogan dont un pasteur, une bande de motards, une strip-teaseuse ainsi qu'un mafieux. Finalement, Kate réussit à retrouver et sauver Rogan et à avoir sa signature lui permettant de divorcer officiellement.
- Pour cet épisode, la musique du générique de fin est modifiée.